# Lappano
Lappano község (comune) Olaszország Calabria régiójában, Cosenza megyében.

## Fekvése
A megye központi részén fekszik. Határai: Celico, Rovito, San Pietro in Guarano és Zumpano.

## Története
A település alapításáról nem léteznek pontos adatok. Valószínűleg a 9. században alapították a szaracén portyázások elől menekülő cosenzai lakosok. A 19. század elején, amikor a Nápolyi Királyságban felszámolták a feudalizmust Zumpano része lett. 1834-től lett önálló község.

## Népessége
A népesség számának alakulása:

## Főbb látnivalói
- Santa Maria delle Grazie-templom
- Santa Maria dell’Assunta-templom
- Santa Maria della Neve-templom
- San Giovanni Battista-templom